# هواسكو
هواسكو هي مدينة وبلدية في تشيلي ، تقع في محافظة هواسكو ، في إقليم أتاكاما .

تقع مدينة هواسكو الساحلية على بعد 50 كم غرب فالينار وعلى مقربة من بلدة هواسكو باجو ، التي تقع على الضفة الجنوبية لنهر هواسكو وعلى بعد بضعة كيلومترات فقط من مصبه. يوفر الطريق الساحلي بين هواسكو باجو و كاريزال باجو أحد المداخل إلى منتزه Llanos de Challe الوطني . 
تم استخدام ميناء المدينة بين عامي 1851 و 1873 لشحن خام النحاس ونحاس ريجولوس وصوف الألبكة والجلود حول كيب هورن إلى سوانسي وجلامورجان وويلز .